# 六方会谈
六方會談是指由中国、北韓、日本、南韓、俄羅斯、美国六国共同参與的一系列談判，旨在解决朝鲜核問題。
| 六方会谈     | 六方会谈                   |
| ------------ | -------------------------- |
|              |                            |
| 中文         |                            |
| 简体：       |                            |
| 繁体：       |                            |
| 拼音：       | Liùfāng Huìtán 试听ⓘ       |
|              |                            |
| 英文         |                            |
| 英文：       |                            |
|              |                            |
| 朝文（朝鲜） |                            |
| 谚文：       |                            |
| 汉字：       |                            |
| 罗马字：     | Ryukja hoedam              |
|              |                            |
| 韓文（韩国） |                            |
| 谚文：       |                            |
| 汉字：       |                            |
| 罗马字：     | Yukja hoedam               |
|              |                            |
| 日文         |                            |
| 汉字：       |                            |
| 假名：       |                            |
| 罗马字：     | Rokusha Kaigō              |
|              |                            |
| 俄文         |                            |
| 西里尔字母： |                            |
| 罗马字：     | Shestistoronnie peregovory |

## 会谈背景
2002年，由于《朝美核框架协议》未能得到执行，导致美国和北朝鲜双方关系破裂。2002年12月12日，朝鲜民主主义人民共和国政府宣布，将重启根据《美朝框架协议》冻结的核计划。第二次朝核危机爆发。2003年1月10日，朝鲜宣布退出《不扩散核武器条约》。2003年，波斯灣地区局势紧张，美国对伊拉克的军事行动即将开始，美国总统小布希为免美国同时陷入中东和东亚两个方向的困境，于2003年2月派美国国务卿鲍威尔到中国访问游说。中华人民共和国副主席胡锦涛在人民大会堂会见了鲍威尔一行，鲍威尔希望中国出面斡旋朝鲜核问题，并且称美方已无法再相信朝鲜，但是愿通过多边方式寻求解决办法，建议中国邀美国及朝鲜派代表到北京“谈一谈”。
中国政府经过研究，并且考虑到促使朝鲜弃核也符合中方利益，乃决定接受美方请求，考虑邀朝美双方到中国开展朝美中三方会谈。鲍威尔访华后，中方在2003年春派特使访问朝鲜，朝方同意尝试三方会谈。但朝鲜的根本立场仍旧是希望同美方直接会谈。中方将朝方意见转达美方，但美方坚持不再和朝方单独谈，任何会谈必须有中方在场。经中方斡旋，朝美双方最终均同意派代表来中国谈，美朝双方可在三方框架内接触。中方于2003年4月22日公布了将在中国举行三方会谈的消息。
自2003年4月至2007年10月，先后举行了一轮中、美、朝三方会谈以及六轮有韩国、日本、俄罗斯参加的六方会谈。在此阶段的六方会谈中，形成了三份文件即2005年《9·19共同声明》、2007年《2·13共同文件》和《10·3共同文件》。但上述文件在达成后却因各种问题而未获执行，六方会谈经常陷入破裂，局势一再紧张。2009年朝鲜宣布退出六方会谈之后，六方会谈至今一直没有复会，被普遍认为已经名存实亡。
2017年4月14日，中华人民共和国外交部部长王毅表示，“中方已经提出了‘双轨并进’思路”，“只要是对话，正式或非正式，一轨或二轨，双边或三方、四方，中方都愿给予支持”。

## 会谈过程

### 三方会谈（2003年4月23日至25日）
会谈地点
- 中国北京市

各国代表团团长
- ：李根，朝鲜外务省美国局副局长
- 美国：詹姆斯·凯利（英语：James Kelly），美国东亚和太平洋事务助理国务卿
- 中国：傅莹，中国外交部亚洲司司长

各方的基本立场
- ：面对美国敌视朝鲜的政策，朝鲜需要发展核武器以保障自身安全。希望朝美双方直接会谈[1]。
- 美国 ：保留军事解决朝鲜核问题的选项，如何选择须看朝鲜在谈判中的表现。拒绝朝美双方直接会谈[1]。
- 中國 ：坚决反对朝鲜拥核，坚决反对以军事手段解决朝鲜核问题，但可理解朝鲜的安全关切，支持通过多边谈判寻求和平解决办法，愿沟通协调并主办更多会谈[1]。

2003年4月23日至25日，中朝美三方会谈在北京举行。会谈未正式开始便陷入僵局。因美国总统小布什事前禁止美国代表团成员同朝方单独举行任何形式会面，而朝方希望同美方单独谈。三方会谈前一天晚间中方主办宴会，美朝代表均出席，席间朝方代表李根借敬酒之机同凯利单独说话，表示朝鲜已对乏燃料棒进行了后处理。凯利随后将李根的话转述给傅莹，生气地表示需请示华盛顿。翌日早晨美方代表团称，不能与朝方进行任何直接接触，只能三方共同谈。朝方代表团因此拒绝出席三方会谈。经中方劝说，朝方放弃了退出三方会谈的想法，但三方会谈实际上成了中方分别与朝方、美方谈。朝方在三方会谈中提出了一份以放弃核开发及导弹试验换美日韩三国对朝经济援助及体制保证的“一揽子计划”，该方案实际成为此后几轮六方会谈朝方方案的基础。

### 第一轮（2003年8月27日至29日）
2003年7月，中国外交部副部长戴秉国作为特使先后访问朝鲜、美国，劝双方重启对话。在朝鲜，戴秉国一行在与朝方同行进行长时间会谈后，受到朝鲜最高领导人金正日接见，接见结束时金正日表示：“既然中国同志说可以再谈，那我们就再试一试吧。”此轮斡旋促成美方同意尽快派代表团到北京谈。美方建议韩日加入，中方建议俄罗斯加入，美中双方就此取得理解。若朝鲜希望三方谈，美方同意再次举行三方会谈，但美方要求紧接着进入六方会谈。朝方听取中方转述的美方意见后表示，只要美方同意和朝方直接接触，其他要求均可同意，也不妨直接进入六方会谈。
会谈地点
- 中国北京市钓鱼台国宾馆芳菲苑[1]

各国代表团团长
- ：金永日，朝鲜外务省副相。

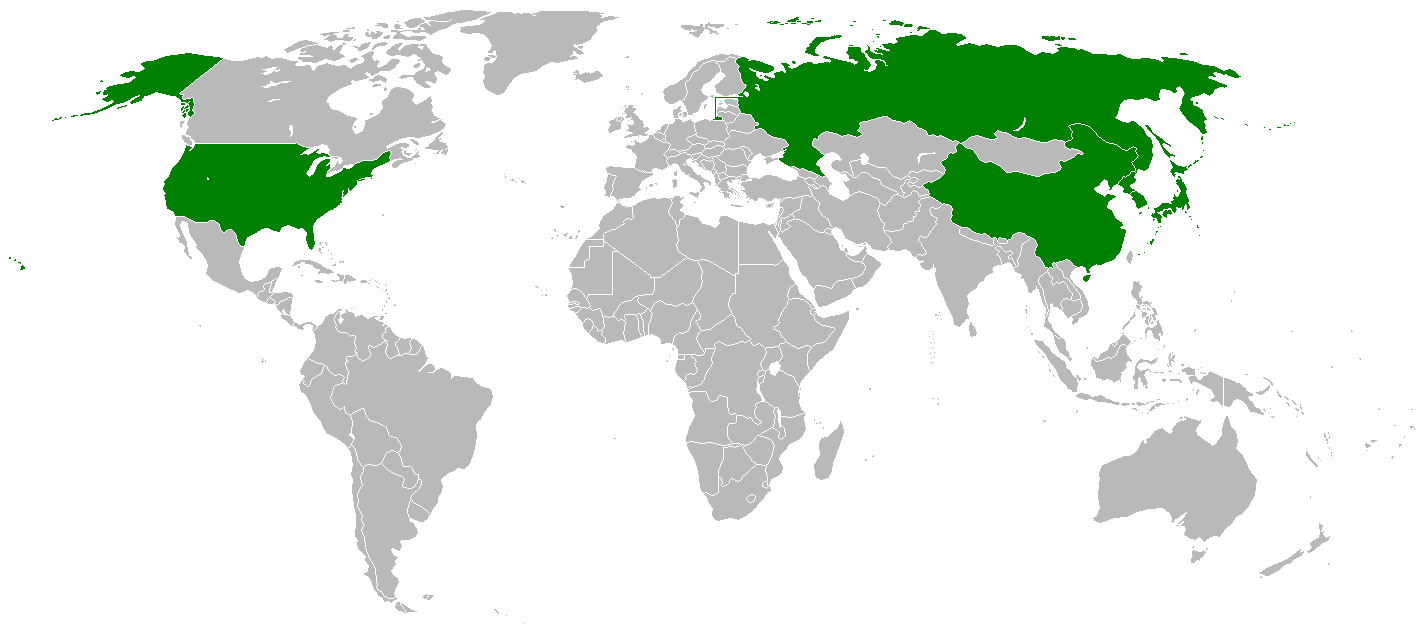
六方会谈参加国

- 美国：詹姆斯·凯利，美国東亞和太平洋事務助理国务卿。
- 中国：王毅，中国外交部副部长。
- ：李秀赫，韩国外交通商部助理次長。
- 日本：薮中三十二，日本外务省亞洲大洋洲局局长。
- 俄羅斯：亚历山大·洛休科夫（俄语：Александр Лосюков），俄罗斯外交部副部长[1]。

各方的基本立场
- ：美国方面必须改变对朝政策。
- 美国 ：朝鲜方面必须首先放弃其核武计划。
- ：呼吁会谈各方保持对话势头。
- 日本 ：对朝鲜方面进行的援助必须有前提条件。
- 俄羅斯 ：对朝鲜核问题提出“一揽子”解决方案。
- 中國 ：希望各方在北京可以谈出结果，谈出和平。

会谈成果
- 未发表任何书面文件。2003年8月29日中国代表团团长王毅宣布各方在六个方面取得共同点[3]。

六方会谈定在钓鱼台国宾馆芳菲苑进行，桌子被围成六边形，使每个代表团都可坐在桌子一边。因朝方极为重视与美方的双边直接接触，要求须在独立空间直接接触；而美方坚持不在单独房间谈，美朝直接接触时须和其他代表团“在同一个屋顶下”。中方乃在芳菲苑大厅角落隔出多个独立的会间休息用的喝茶空间，其中一个专门留给朝美代表团直接接触用（后来在多轮六方会谈中，美朝对话日益深入，美朝主动要求转入了“单独的房间”）。
在会谈中，朝方继续坚持一揽子解决方案，方案主要分四阶段，每阶段均要求美国“同时行动”。美方则认为朝方应首先以“全面、不可逆转和可验证”的方式弃核（Complete, Verifiable and Irreversible Dismantlement，缩写为CVID），随后才能讨论朝鲜的安全保障问题。

### 第二轮（2004年2月25日至2月28日）
会谈地点
- 中国北京市钓鱼台国宾馆芳菲苑

各国代表团团长
- ：金桂冠，朝鲜外务省副相。
- 美国：詹姆斯·凯利
- 中国：王毅
- ：李秀赫
- 日本：薮中三十二
- 俄羅斯：亚历山大·洛休科夫

各方基本立场

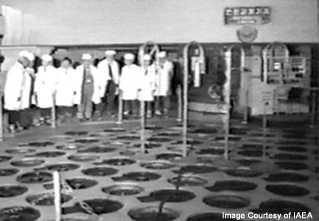
宁边核反应堆

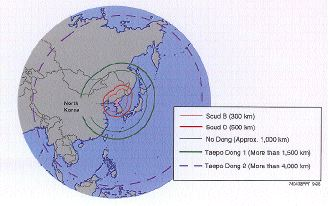
推估的朝鲜核打擊能力

- ：要求与美国签订互不侵犯条约。
- 美国 ：坚持没有第三者在场就不与朝鲜举行双边会谈。
- ：朝鲜应该完全放弃核计划，美国必须保证朝鲜的安全。
- 日本 ：日本敦促美国在发现朝鲜准备攻击日本时，能够对朝鲜实施打击。
- 俄羅斯 ：应当保证朝鲜半岛的无核地位、各有关国家的安全及整个东北亚地区的和平与稳定。
- 中國 ： 希望看到一个无核化的、和平与稳定的朝鲜半岛。

会谈成果
- 达成了一项包含七点内容的主席声明，主要包括：
  - 促成朝鲜半岛的无核化。
  - 强调与会各国应在和平共处，相互协调的前提下，积极采取措施解决半岛核危机。
- 原则同意在2004年第二季度在北京举行第三轮六方会谈。

2003年12月，利比亚领导人卡扎菲宣布“彻底放弃大规模杀伤性武器”，接受国际原子能机构核查，美国随即解除对利比亚的制裁并将利比亚从“支持恐怖主义国家”名单中除名，同利比亚建立了外交关系。这对此后的六方会谈产生了一定的积极影响。
第二轮六方会谈原初步计划2003年10月在北京举行。后来定于2004年2月举行。会谈焦点是解决朝鲜核问题的目标以及第一阶段措施。会谈中，美方坚持朝方应学利比亚先放弃核计划并接受国际原子能机构核查；中、俄、韩则支持“乌克兰模式”，认为若朝方主动弃核，应尊重朝方主权并且给予安全保障。此轮会谈通过了《主席声明》，这是六方会谈历史上首份书面文件，该声明称各方致力于朝鲜半岛无核化，通过对话和平解决；各方愿和平共存，并同意采取协调一致的步骤解决朝鲜核问题以及其他关切。

### 第三轮（2004年6月23日至6月26日）
会谈地点
- 中国北京市钓鱼台国宾馆芳菲苑

各国代表团团长
- ：金桂冠
- 美国：詹姆斯·凯利
- 中国：王毅
- ：李秀赫
- 日本：薮中三十二
- 俄羅斯：亚历山大·洛休科夫

各方基本立场
- ：提出了关于实施核冻结的具体方案。
- 美国：不对朝鲜有敌对政策，并首次提出了解决核问题的全面方案。
- ：首次提出了朝鲜弃核过程第一阶段的具体实施方案。
- 日本：首次表示在一定条件下对朝鲜实施核冻结提供能源帮助。
- 俄羅斯：应该分阶段实现半岛的无核化进程及最终解决朝核问题。
- 中國：需要照顾到朝鲜方面对国家安全方面的关切。

会谈成果
- 达成了一项包含八点内容的主席声明，主要包括：
  - 确认承诺朝鲜半岛无核化地位。
- 原则同意在2005年9月以前在北京举行第四轮六方会谈。

第三轮六方会谈中，朝方继续坚持“冻结换补偿”，但是第一次表示核冻结是为最终弃核。美方也提出了五阶段弃核方案。此轮会谈未达成实质性协议，但达成了“以循序渐进的方式，按照口头对口头、行动对行动”原则解决朝核问题的共识。这符合中方自六方会谈开启后便反复表示的美朝双方应相互同时迈步的解决办法。

### 第四轮
会谈地点
- 中国北京市钓鱼台国宾馆芳菲苑

#### 第一阶段（2005年7月26日至8月7日）
各国代表团团长
- ：金桂冠。
- 美国：克里斯托弗·希尔，美国助理国务卿。
- 中国：武大伟，中国外交部副部长。
- ：宋旻淳（朝鲜语：송민순），韩国外交通商部助理次長。
- 日本：佐佐江贤一郎，日本外务省亚洲大洋洲局局长。
- 俄羅斯：亚历山大·阿列克谢耶夫（俄语：Алексеев, Александр Юрьевич），俄罗斯外交部副部长。

2004年至2005年，美国小布什政府在连选连任前后对朝鲜的态度趋于强硬，多次称朝鲜最高领导人金正日为“暴君”，将朝鲜称作“暴政前哨”。2004年9月初，韩国承认曾经秘密提炼武器级钚和浓缩铀材料，这引起了朝鲜的强烈不满。2005年2月10日，朝鲜在朝鲜中央电视台的新闻节目中宣布已制造出核武器，并无限期中止参加六方会谈。2005年6月底，美国首次对朝鲜实施金融制裁。
经中国斡旋，朝鲜最终同意重返六方会谈。2005年7月26日，第四轮六方会谈在北京开幕，中国代表团团长武大伟主持了当天上午的开幕会。8月7日，中国代表团团长武大伟宣布，朝核问题会谈六方共同决定暂时休会三周。

#### 第二阶段（2005年9月13日至9月19日）
各国代表团团长
- ：金桂冠
- 美国：克里斯托弗·希尔
- 中国：武大伟
- ：宋旻淳
- 日本：佐佐江贤一郎
- 俄羅斯：亚历山大·阿列克谢耶夫

2005年8月27日，朝鲜劳动党中央机关报《劳动新闻》发表评论，指责美国总统小布什日前任命“朝鲜人权特使”搅乱核问题解决进程，给六方会谈制造障碍。2005年8月28日，朝鲜外务相白南舜对正在朝鲜平壤访问的泰国外交部部长甘达提表示，由于“缺乏信任”，原定8月29日开始的第二阶段谈判将推迟举行。2005年8月29日，朝鲜外务省发言人表示，因美国举行针对朝鲜的“乙支焦点透镜”军事演习并任命“朝鲜人权问题特使”，朝鲜无法依原定日期参加第二阶段会谈，但可在9月12日起的一周内恢复参加第二阶段会谈。
9月13日，第四轮六方会谈第二阶段会议开始。在9月15日举行的六方会谈中，朝鲜要求有关国家援助朝鲜建设轻水反应堆作为弃核补偿，美国对此明确表示反对。朝美双方在轻水反应堆问题上陷入僵持，该问题成为第二阶段会议的最主要障碍。
9月19日，第二阶段会议与会各方一致通过《第四轮六方会谈共同声明》（即《9·19共同声明》），这是六方会谈达成的第一份共同声明，主要内容是：
- 朝鲜在声明中首次承诺，放弃一切核武器及现有核计划，早日重返《不扩散核武器条约》，并回到国际原子能机构保障监督之下。
- 美方在声明中确认，美国在朝鲜半岛没有核武器，无意以核武器或常规武器攻击或入侵朝鲜。
- 朝鲜和美国在声明中承诺，将采取步骤实现关系正常化。这是美国首次正式承诺将采取步骤实现与朝鲜关系正常化。
- 朝日双方在声明中承诺，根据《朝日平壤宣言》，在清算不幸历史和妥善处理有关悬案基础上，采取步骤实现关系正常化。这是日本首次正式承诺将采取步骤实现与朝鲜关系正常化。
- 尊重朝鲜和平利用核能的权利，同意在适当时候讨论为朝鲜提供轻水反应堆的问题。
- 韩国明确表示不发展核武器。
- 首次谈到朝鲜半岛和平机制问题和东北亚安全问题[1]。

第四轮六方会谈结束，与会各方同意于2005年11月上旬在北京举行第五轮六方会谈。
9月20日，朝鲜外务省发言人在平壤就第四轮六方会谈结束發表声明，称朝鲜将在美国提供轻水反应堆后才能重返《不扩散核武器条约》并接受国际原子能机构的安全保障监督。9月20日，美国国务院发言人表示，朝鲜这一看法与《第四轮六方会谈共同声明》不一致，朝鲜放弃核武器、重返《不扩散核武器条约》并履行安全保障措施协定前，任何国家都不能与其开展轻水反应堆等核合作。9月26日，美国国务院发言人麦克马克重申了美方立场。

### 第五轮
会谈地点
- 中国北京市钓鱼台国宾馆芳菲苑

#### 第一阶段（2005年11月9日至11月11日）
各国代表团团长
- ：金桂冠
- 美国：克里斯托弗·希尔
- 中国：武大伟
- ：宋旻淳
- 日本：佐佐江贤一郎
- 俄羅斯：亚历山大·阿列克谢耶夫

2005年9月23日，几乎在第四轮六方会谈第二阶段会议进行的同时，美国财政部根据美国情报机构提供的信息，无预兆地突然公开指责澳门滙業銀行替朝鲜在该行开设的多个账户“洗钱”、“流通伪钞”，所获的资金被用于“支持恐怖主义”。此前在2005年9月9日，美国已提出冻结朝鲜在澳门滙業銀行的2500万美元资金。2005年10月21日，美国财政部宣布将朝鲜8家企业列入黑名单，冻结其在美国的资产。美方指责朝鲜伪造美元钞票。美方的指责受到朝鲜驻中国香港领事馆以及澳门滙業銀行坚决否认。美方的制裁对朝鲜核问题的解决进程产生了重大影响。
第五轮六方会谈于2005年11月9日在北京开幕。11月11日，第一阶段会议结束。在第一阶段会议中，朝鲜对美国财政部宣布对朝鲜8家企业进行金融制裁提出异议，并与美方商定，将由六方会谈朝鲜代表团团长金桂冠赴美国同六方会谈美国代表团团长希尔会谈，商讨解决办法。但事后美方表示，美方仅愿派美国财政部官员向朝方解释美国在制裁问题上的立场，而无意就制裁问题进行谈判，这使得金桂冠原计划在2005年12月初的美国之行未能实现。
在第一阶段会议之后，美国于2005年12月开始对朝鲜实施金融制裁。2005年12月6日，朝鲜劳动党中央机关报《劳动新闻》发表评论称，如果美国不愿举行解除对朝鲜企业金融制裁的会谈，就绝无可能继续召开六方会谈。朝方否认了美方的全部指责，称制裁问题直接关系六方会谈成败。但是2005年12月6日，美国国务院发言人称，制裁问题不在六方会谈中，不应与朝鲜核问题联系起来。2005年12月7日，美国驻韩国大使弗什博称，制裁是根据美国法律执行，美国不会同朝鲜协商这一问题，弗什博还指责朝鲜是在为六方会谈设置障碍。2005年12月7日，美国国务院对韩处处长詹姆斯·福斯特表示，美方希望根据韩国提议，于12月19日在韩国济州岛举行六方会谈非正式会议，相关方面正征求朝方意见。但此后因美朝双方矛盾严重，并未举行任何非正式会谈。2005年12月底，六方会谈韩国代表团团长、韩国外交通商部助理次長宋旻淳表示，阻碍六方会谈续开的障碍即朝鲜涉嫌伪造美元钞票的问题，应由当事国美国、朝鲜、中国一起解决。
2006年1月3日，朝鲜重申，除非美国解除金融制裁，否则不会继续参加六方谈判。2006年1月9日，朝鲜外务省发言人称，考虑到美国近来针对朝鲜的一系列制裁，要求朝鲜回到六方会谈是不合理的。2006年4月，美国财政部进一步加大对朝鲜的制裁。由此开启了围绕朝鲜核问题的“制裁-试验-再制裁-再试验”的恶性循环。

#### 第二阶段（2006年12月18日至12月22日）
各国代表团团长
- ：金桂冠
- 美国：克里斯托弗·希尔
- 中国：武大伟
- ：千英宇（朝鲜语：천영우），韩国外交通商部助理次長。
- 日本：佐佐江贤一郎
- 俄羅斯：谢尔盖·拉佐夫，俄罗斯联邦驻中华人民共和国大使。

2006年7月5日，朝鲜向日本海试射7枚导弹。2006年10月9日，朝鲜宣布成功进行地下核试验。2006年10月14日，联合国安理会以15票赞成0票反对一致通过了美国提出的联合国安理会1718号决议，决议要求全部联合国成员对朝鲜实施与核武器及技术、大型武器、奢侈商品有关的禁运；要求朝鲜不再进行核试验，暂停同弹道导弹有关的全部活动。
2006年10月，中方与六方会谈其他各成员展开协调。2006年11月1日，朝鲜宣布重返六方会谈。同期，美国民主党赢得中期选举，在参议院和众议院同时占据多数，“新保守主义”在美国退潮，美国对朝鲜强硬势力在小布什政府中的影响随之降低。
2006年12月18日，第五轮六方会谈第二阶段会议开幕。12月22日，第二阶段会议在北京宣布休会，中国代表团团长武大伟宣读了本阶段会议的《主席声明》，重申各方将认真履行《9·19共同声明》，根据“行动对行动”原则，尽快采取协调一致步骤，分阶段落实共同声明。

#### 第三阶段（2007年2月8日至2月13日）
各国代表团团长
- ：金桂冠
- 美国：克里斯托弗·希尔
- 中国：武大伟
- ：千英宇
- 日本：佐佐江贤一郎
- 俄羅斯：亚历山大·洛休科夫[18]

第五轮六方会谈第三阶段会议于2月8日起在北京举行。2月13日闭幕。2月13日闭幕当天的会议上通过了《落实共同声明起步行动》（《2·13共同文件》），内容主要是一系列平行行动，包括朝方以最终废弃作为目标关闭并封存宁边核设施，申报并最终放弃全部核项目；朝美将开始举行双边谈判，美方将启动不再将朝鲜列为“支持恐怖主义国家”的程序。其中，朝鲜同意申报全部核计划是个很大的进展。

### 第六轮
会谈地点
- 中国北京市钓鱼台国宾馆芳菲苑

#### 第一阶段（2007年3月19日至3月22日）
各国代表团团长
- ：金桂冠
- 美国：克里斯托弗·希尔
- 中国：武大伟
- ：千英宇
- 日本：佐佐江贤一郎
- 俄羅斯：亚历山大·洛休科夫

《2·13共同文件》签署之后，朝鲜半岛局势出现好转。2007年2月27日至3月2日，韩朝部长级会谈在时隔7个月后再度举行。2007年3月1日，国际原子能机构总干事巴拉迪赴朝鲜，商讨关闭并封存宁边核设施的细节。同日，朝鲜副外相金桂冠访问美国，这是凯利2002年10月访问朝鲜之后，朝鲜对美国的“破冰之旅”，也是朝美首次就关系正常化问题展开谈判。
与此同时，美国对朝鲜的制裁日益成为阻碍《9·19共同声明》及《2·13共同文件》履行的障碍。朝鲜坚持把取消制裁作为关闭宁边核设施的先决条件，但美国坚决不同意。
2007年3月19日，第六轮六方会谈启动。3月22日，第六轮六方会谈宣布暂时休会，发表第一阶段会议主席声明，表示将尽快复会，继续讨论和制定下一阶段行动计划。
2007年3月，正值第六轮六方会谈第一阶段会议在北京举行之时，美国宣布滙業銀行涉朝鲜资金将被转账至中国银行，朝鲜承诺将该笔资金用于人道主义及教育。但因“技术问题”，这笔资金并未立刻转入中国银行账户，而朝鲜认为朝方已履行相应义务，在滙業銀行问题中未尽义务的是美国，因此在滙業銀行问题解决前，朝方“不会采取下一阶段措施”。2007年6月25日冻结资金问题解决，朝方这才着手恢复履行《2·13共同文件》。2007年7月14日，朝鲜关闭宁边核设施，韩国提供的6200吨重油运抵朝鲜。同日，国际原子能机构核查人员重返朝鲜，到宁边地区监督并验证关闭宁边核设施。
2007年7月18日至20日，第六轮六方会谈团长会在北京举行，达成框架共识：
- 各方重申将认真履行在9.19共同声明和2.13共同文件中作出的承诺。
- 朝方重申将认真履行有关全面申报核计划和现有核设施去功能化的承诺。
- 相当于95万吨重油的经济、能源及人道主义援助将向朝方提供。
- 各方承诺将根据“行动对行动”原则履行各自在9.19共同声明和2.13共同文件中承担的义务[25]。

#### 第二阶段（2007年9月27日至10月3日）
各国代表团团长
- ：金桂冠
- 美国：克里斯托弗·希尔
- 中国：武大伟
- ：千英宇
- 日本：佐佐江贤一郎
- 俄羅斯：亚历山大·洛休科夫

2007年9月1日，美朝工作组在瑞士日内瓦会谈。朝方明确表示将申报所有核计划和“去功能化”，美方则承诺将朝鲜从“支持恐怖主义国家”名单中去掉。但在2007年9月25日的联合国大会上，美国总统小布什在演讲中将朝鲜等国称为“残酷政权”（brutal regime）。
2007年9月27日，第六轮六方会谈第二阶段会议在北京钓鱼台国宾馆开幕。2007年10月3日闭幕。这次会议听取并肯定了五个工作小组的报告，确认《2·13共同文件》规定的初步行动落实情况，同意根据各工作组会议达成的共识，继续推进六方会谈进程，并就落实《9·19共同声明》第二阶段行动达成共识，旨在以和平方式可验证地实现朝鲜半岛无核化。会议制定并通过了《落实共同声明第二阶段行动》共同文件（《10·3共同文件》）。会议主席、中方团长、外交部副部长武大伟在外交部举行记者会，发表了该共同文件。该共同文件的两大重点是“去功能化”和“申报”，其中要求朝鲜对宁边原子能研究中心5兆瓦实验性反应堆、后处理厂（放射化学实验室）及核燃料元件制造厂去功能化；在2007年12月31日前对其全部核计划进行“完整、准确”的申报。该共同文件还对美朝、日朝改善双边关系提出要求。2007年11月5日，朝鲜开始按照共同文件的要求，对宁边三个核设施去功能化。
2008年1月，朝鲜在去功能化完成75%后，鉴于其他国家按照共同文件的要求提供的重油、设备及物资援助并未到位，朝方开始犹豫，并且以此为由放缓了去功能化。同时，“申报”成为新争议热点。美朝在申报问题上存在三大分歧：（1）钚材料数量；（2）朝鲜是否存在浓缩铀项目；（3）朝鲜与叙利亚是否存在核合作。因这些分歧，朝鲜未按照共同文件的要求在2008年1月1日前完成申报。
经各国多轮磋商，及美朝在2008年3月和4月先后在日内瓦、新加坡举行的双边会晤，美朝双方在申报和将朝鲜从“支持恐怖主义国家”名单中除名的问题上逐步取得共识。朝鲜提交了宁边核反应堆的运行记录，美国可用该记录计算朝鲜的钚数量。美国赞扬朝方此举是核查朝鲜核计划的“重要一步”。美国的义务是在45日内将朝鲜从“支持恐怖主义国家”名单中除名。
但就在朝鲜提交申报书当日，美国国务卿赖斯在《华尔街日报》撰文提出了“验证”问题，要求对朝鲜的申报进行核查。朝鲜强烈反对美国把验证和“除名”挂钩的做法，并指出《10·3共同文件》并没有验证条款。2008年8月11日，鉴于美国未履行在45日内将朝鲜从“支持恐怖主义国家”名单中除名的承诺，朝鲜宣布“暂停去功能化作业，同时考虑按原状恢复宁边核设施”，并且驱逐了国际原子能机构监督人员，朝鲜半岛局势再度紧张。2008年10月初，美国国务院助理国务卿、六方会谈美国代表团团长希尔访问朝鲜，美朝双方就验证问题达成协议，美国宣布将朝鲜从“支持恐怖主义国家”名单中除名，朝鲜随后重启去功能化作业，表示接受去功能化阶段验证措施。

## 朝鲜退出

### 南韓與美國強硬化
2008年2月，对朝鲜强硬的李明博接替卢武铉就任韩国总统。李明博政府表示“朝鲜采取无核化措施前不与之进行任何谈判或交流”，推出“无核开放3000”政策，强硬要求朝鲜先行采取无核化措施。2013年2月朴槿惠政府上台后，虽标榜“韩半岛信赖进程”，但未能摆脱“无核开放3000”和美国“战略忍耐”政策（见下）的框架，继续要求朝鲜首先采取无核化措施。
2009年1月20日，奥巴马就任美国总统。奥巴马政府认为，朝鲜在小布什政府后期已偏离在《9·19共同声明》、《2·13共同文件》中的承诺，反对美国与朝鲜做交易的声音开始在华盛顿特别是在军界及国会形成“政治正确”。然而秉持自由主义世界观的奥巴马在竞选时承诺改善美国的国际形象，并提出构建“无核世界”，上任后积极推动国际核裁军及全球核安全合作。由此，奥巴马政府在朝鲜核问题上既不肯沿小布什政府后期与朝鲜妥协的方向发展，也难以走上完全强硬的道路。
2009年1月20日，奥巴马在就职演说中对“美国的敌人”们表示：“如果你们愿意松开拳头，我们就会向你们伸出手。”希拉里·克林顿在出任美国国务卿前的参议院听证会上的发言，也显示奥巴马政府在处理美朝关系时将比小布什政府更灵活开放。
2009年3月，朝鲜扣留两名在中朝边境采访时未经允许进入朝鲜境内的美国女记者，同年8月美国前总统克林顿赴朝鲜斡旋将她们带回美国。2009年4月5日，朝鲜宣布发射“光明星2号”试验通信卫星。2009年4月13日，联合国安理会通过主席声明，要求朝鲜遵守联合国安理会禁止进行此类发射的1718号决议。4月14日，朝鲜外务省声明退出六方会谈并将重启核设施建设。4月23日，朝鲜宣布退出六方会谈。4月25日，朝鲜外务省宣布，已开始对从试验核反应堆中取出的乏燃料棒加以再处理。5月25日，朝鲜进行第二次核试验。

### 外界制裁階段
2009年6月12日，联合国安理会以15比0全票通过联合国安理会第1874号决议，对朝鲜第二次核试验表示“最严厉的谴责”，要求朝鲜立即全面执行联合国安理会第1718号决议。该决议还对限制朝鲜进出口武器、检查进出朝鲜的船只、在公海检查同朝鲜有关的船只、防止外部资金流入朝鲜并用于研发导弹和核武器等加以规定。
2009年10月4日至6日，中国国务院总理温家宝访问朝鲜，会见朝鲜最高领导人金正日，期间再做劝说。2010年1月，朝鲜表示愿在六方会谈框架内与美国签订和平协议，条件是六方会谈前先取消对朝鲜的制裁。美国则要求先重启六方会谈，在会谈框架内讨论签订和平协议。
2010年3月26日，“天安号事件”发生。美韩指责是朝鲜潜艇向天安号发射鱼雷，但朝鲜从未承认是己方所为。俄罗斯参加了事后的国际调查，中国未参加。该事件导致韩国中断与朝鲜的贸易、交流、合作。美韩此后对朝鲜的不信任感及对立情绪日深。
从2010年起，奥巴马政府推出“在朝鲜首先采取无核化措施前一直保持忍耐和等待”的“战略忍耐”政策。2010年5月12日，朝鲜《劳动新闻》报道，朝鲜科研人员在开发核聚变反应技术上取得“值得自豪的成果”。在韩美外交和国防部长“2+2”会谈后不久，美国国务院和美国财政部以支持朝鲜大规模杀伤性武器为由，制裁朝鲜5家实体及3名个人。在此期间，中方不断斡旋，试图恢复六方会谈。2011年3月15日，朝鲜外务省发言人称，朝鲜将无条件参加六方会谈，且不反对在六方会谈中讨论铀浓缩问题。2011年10月，朝鲜分别同韩国、美国、俄罗斯代表会谈，表示愿无条件重返六方会谈。
2011年2月，在“阿拉伯之春”中，利比亚爆发反对卡扎菲的示威游行，并迅速变为内乱。2011年3月17日，联合国安理会通过联合国安理会第1973号决议，在利比亚设禁飞区。3月19日起，法国、英国、美国等西方国家对已在2003年宣布放弃大规模杀伤性武器的利比亚发动空中军事打击。格達費在最后演讲中提到，金正日会看着我笑。2011年10月20日，卡扎菲在苏尔特被反对派俘虏后遭凌虐死亡。2011年4月18日，朝鲜《劳动新闻》发文称，“近年来，迫于美国的强权和压力而中途弃核的一些国家的悲惨遭遇，更加明确地证实了朝鲜的选择何等明智和正确”，“这样才能保证国家和民族的自主权”。

### 金正恩上台
2011年12月17日，朝鲜最高领导人金正日突然病逝。金正日去世前一直坚持“无条件重启六方会谈”的立场。金正日的小儿子金正恩接班初期，沿袭了金正日去世前的立场。2012年2月23日至24日，鉴于六方会谈一时无法重启，朝美第三次高级别会谈在北京召开，双方再度确认履行《9·19共同声明》，认为在双方签订和平协议前，《朝鲜停战协定》仍是朝鲜半岛和平稳定的基石，双方同意同时采取一系列建立信任的措施。2012年2月29日，朝美分别同时公布了此次会谈的协议（《2·29协议》）内容，双方分别公布的内容不一致，但大体包括：朝鲜暂停核试验和远程导弹试射，暂停铀浓缩活动，允许国际原子能机构核查监督；美国表示不敌视朝鲜，愿改善关系、扩大交流，将向朝鲜提供24万吨营养食品。此后双方对《2·29协议》是否包括发射卫星存在不同理解，朝鲜认为《2·29协议》中暂停远程导弹试射并未包括发射卫星，美国则坚称包括。
2012年4月13日，朝鲜发射第一颗应用卫星“光明星3号”，美国政府随后宣布将不再履行此前同朝鲜达成的粮食援助协议。5月2日，联合国安理会朝鲜制裁委员会更新了制裁名单，新增3家朝鲜实体。5月13日，朝鲜第十二届第五次最高人民会议修改《朝鲜民主主义人民共和国宪法》，序言中称：“金正日同志使我们祖国变成不败的政治思想强国、核拥有国、无敌的军事强国。”
此后，朝鲜半岛形势陷入恶性循环，局势不断紧张，六方会谈重启遥遥无期，直到核武與彈道飛彈都已發展完成後並且持強硬立場的南韓總統朴槿惠因醜聞下台，換上民族派總統，金正恩開始採取微笑外交對五國採單邊談判方式出擊，獲取了主動權，至此長達十多年意圖透過六方会谈讓北韓棄核的努力告終。

## 日本事後調查
2018年後國際和東亞情勢發生不少轉變，中美、俄美間鬥爭加劇，美國川普的國際戰略發生變動，日本首相安倍也因種種內外原因開始姿態放軟，促成了中日關係改善訊號，五國間情勢的轉變加上幾乎已經無人再懷疑北韓擁有軍用級核武和投射工具，只是爭議實質威力大小，此情況下金正恩逐漸轉為主動權態勢。
時隔多年罕見的李克強訪日並受到天皇接見之後數日不久，日本外相河野太郎突然宣布對六方會談讓北韓棄核失敗的原委展開調查。等於間接承認六方會談計畫已經失敗，現在起事件已經進入下一階段。
調查對象將包含日方談判團長的前駐美大使佐佐江賢一郎、後任的前外務省事務次官齋木昭隆之名，富士電視台訊息表明首相認為失敗的原因是在確認進展前就向北韓提供了等價報酬，不論真實理由為何，在日本政治文化中是少見在社會上公開問責，意指談判代表團表現失當。河野在眾議院答循时表示：“刚刚收集了外务省内的相关文件。正准备听取当事人的陈述。”